# Węglewo (powiat trzebnicki)
Węglewo – wieś w Polsce położona w województwie dolnośląskim, w powiecie trzebnickim, w gminie Żmigród.

## Podział administracyjny
W latach 1975–1998 miejscowość należała administracyjnie do województwa wrocławskiego.

## Testy taboru kolejowego
W Węglewie znajduje się tor doświadczalny o długości 7,7 km zarządzany przez Instytut Kolejnictwa (dawniej Centrum Naukowo-Techniczne Kolejnictwa) i służący m.in. do testowania pojazdów szynowych, ich elementów i sieci trakcyjnej oraz Ośrodek Badań Mostów, Betonów i Kruszyw Instytutu Badawczego Dróg i Mostów.